# Mirrors (Album)
Mirrors ist das zweite Studioalbum der deutsch-französischen Popsängerin Sandra. Es wurde über Virgin Records im Oktober 1986 veröffentlicht.

## Entstehung und Veröffentlichung
Die Erstveröffentlichung von Mirrors erfolgte am 13. Oktober 1986 bei Virgin Records. Das Album erschien in seiner Originalausführung als CD (Katalognummer: 257 915-225) und LP (Katalognummer: 207 915-630) mit neun Titeln.
Geschrieben wurden die meisten Lieder in Zusammenarbeit von Michael Cretu, Klaus Hirschburger und Hubert Kemmler (Hubert Kah), wobei die Musik im Wesentlichen von Cretu und Kah stammt. Letzterer war, oft mit seinem Bassisten Klaus Hirschburger, auch Autor der meisten Texte. Two Lovers Tonight stammt aus der Feder von Cretu, Hirschburger, Steve Hall (alias Cassandra, alias Peter Ries, Bassist der Live-Band von Sandra) und Reinhard Besser. Bei Innocent Love schrieben auch Ulrich Herter und Susanne Müller mit, bei Loreen zudem Frank Peterson, der als Live-Keyboarder für Sandra tätig war.

## Titelliste
| # | Titel                                | Autor(en)                                                         | Produzent(en)                | Länge |
| - | ------------------------------------ | ----------------------------------------------------------------- | ---------------------------- | ----- |
| 1 | The Second Day                       |                                                                   |                              | 0:37  |
| 2 | Don’t Cry (The Breakup of the World) | Michael Cretu, Hubert Kemmler, Klaus Hirschburger                 | Michael Cretu, Armand Volker | 4:49  |
| 3 | Hi! Hi! Hi!                          | Michael Cretu, Hubert Kemmler, Klaus Hirschburger                 | Michael Cretu, Armand Volker | 4:08  |
| 4 | Midnight Man                         | Michael Cretu, Hubert Kemmler, Klaus Hirschburger                 | Michael Cretu, Armand Volker | 3:04  |
| 5 | You’ll Be Mine                       | Michael Cretu, Hubert Kemmler, Klaus Hirschburger                 | Michael Cretu, Armand Volker | 4:33  |
| 6 | Innocent Love                        | Hubert Kemmler, Ulrich Herter, Klaus Hirschburger, Susanne Müller | Michael Cretu, Armand Volker | 5:23  |
| 7 | Two Lovers Tonight                   | Michael Cretu, Klaus Hirschburger, Peter Ries, Reinhard Besser    | Michael Cretu, Armand Volker | 3:45  |
| 8 | Mirror of Love                       | Michael Cretu, Hubert Kemmler, Klaus Hirschburger                 | Michael Cretu, Armand Volker | 4:13  |
| 9 | Loreen                               | Michael Cretu, Klaus Hirschburger, Frank Peter                    | Michael Cretu, Armand Volker | 4:17  |

## Singleauskopplungen
| Jahr | Titel         | Höchstplatzierung, Gesamtwochen, AuszeichnungChartplatzierungen (Jahr, Titel, , Platzierungen, Wochen, Auszeichnungen, Anmerkungen) | Höchstplatzierung, Gesamtwochen, AuszeichnungChartplatzierungen (Jahr, Titel, , Platzierungen, Wochen, Auszeichnungen, Anmerkungen) | Höchstplatzierung, Gesamtwochen, AuszeichnungChartplatzierungen (Jahr, Titel, , Platzierungen, Wochen, Auszeichnungen, Anmerkungen) | Höchstplatzierung, Gesamtwochen, AuszeichnungChartplatzierungen (Jahr, Titel, , Platzierungen, Wochen, Auszeichnungen, Anmerkungen) | Anmerkungen                              |
| Jahr | Titel         | DE | AT | CH | FR | Anmerkungen                              |
| ---- | ------------- | --- | --- | --- | --- | ---------------------------------------- |
| 1986 | Innocent Love | DE11 (12 Wo.)DE | — | CH14 (6 Wo.)CH | FR10 (15 Wo.)FR | Erstveröffentlichung: 16. Juni 1986      |
| 1986 | Hi! Hi! Hi!   | DE7 (13 Wo.)DE | AT12 (6 Wo.)AT | CH20 (7 Wo.)CH | FR13 (19 Wo.)FR | Erstveröffentlichung: 15. September 1986 |
| 1986 | Loreen        | DE23 (9 Wo.)DE | — | CH29 (3 Wo.)CH | — | Erstveröffentlichung: 24. November 1986  |
| 1987 | Midnight Man  | DE24 (9 Wo.)DE | — | — | — | Erstveröffentlichung: 23. Februar 1987   |

## Kommerzieller Erfolg

### Chartplatzierungen
Das Album erreichte in Deutschland Platz 16, Platz 13 in der Schweiz, Platz 14 in Norwegen und Platz 40 in Schweden.
| ChartsChartplatzierungen | Höchstplatzierung | Wochen |
| ------------------------ | ----------------- | ------ |
| Deutschland (GfK)        | 16 (14 Wo.)       | 14     |
| Schweiz (IFPI)           | 13 (12 Wo.)       | 12     |

### Auszeichnungen für Musikverkäufe
In der Schweiz erlange das Album unter anderem Goldstatus für 25.000 verkaufte Einheiten.
| Land/Region       | Auszeichnungen für Musikverkäufe (Land/Region, Auszeichnung, Verkäufe) | Verkäufe |
| ----------------- | ---------------------------------------------------------------------- | -------- |
| Frankreich (SNEP) | Gold                                                                   | 100.000  |
| Norwegen (IFPI)   | Silber                                                                 | 10.000   |
| Schweiz (IFPI)    | Gold                                                                   | 25.000   |
| Insgesamt         | 1× Silber · 2× Gold ·                                                  | 135.000  |